# Karol Jastrzębski (duchowny)

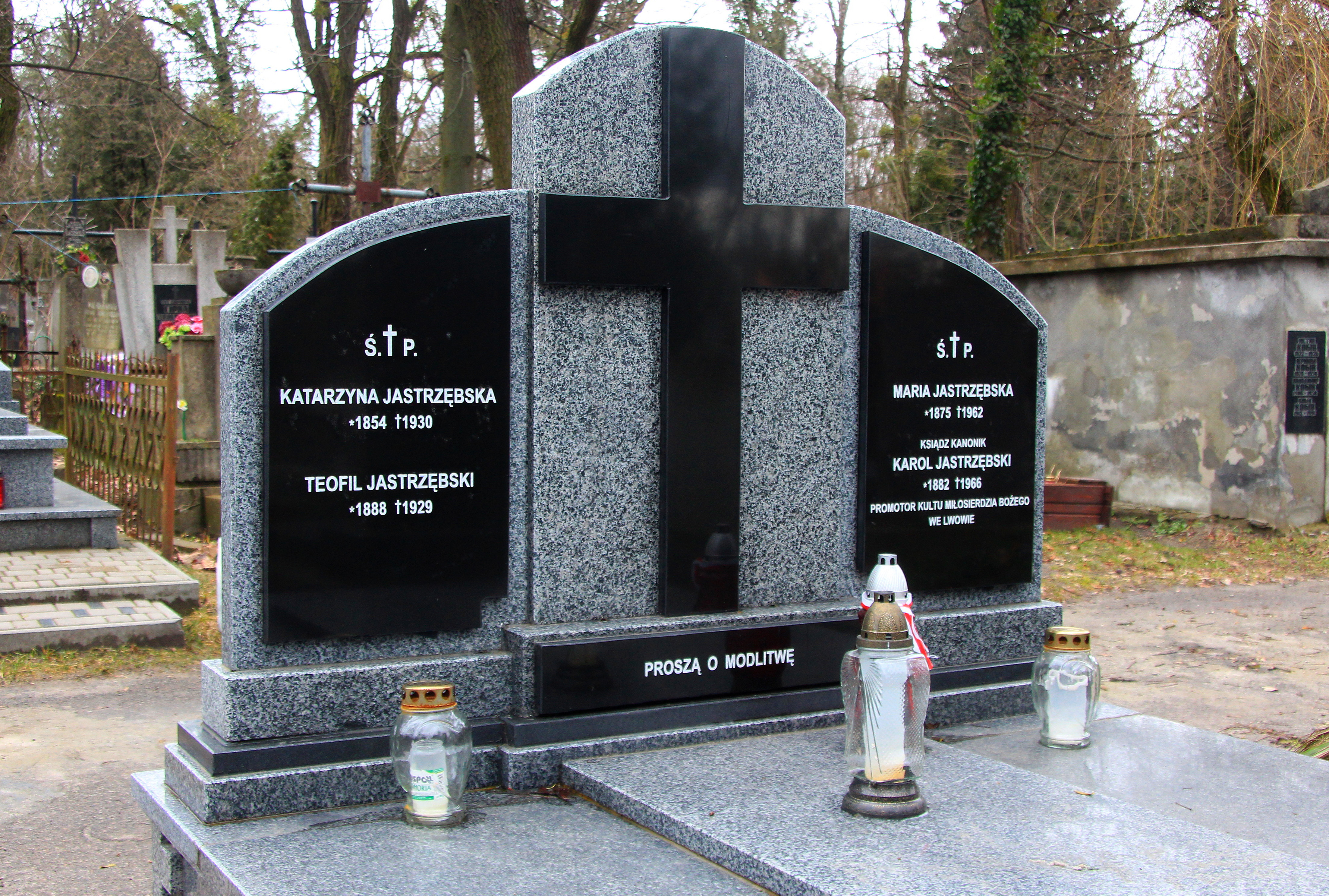

Karol Jastrzębski (ur. 27 stycznia 1882 w Tarnopolu, zm. 7 stycznia 1966 we Lwowie) – polski duchowny rzymskokatolicki, kanonik, w latach 1946-1948 administrator Bazyliki Metropolitalnej we Lwowie, następnie, aż do śmierci duszpasterz w tejże świątyni.

## Życiorys
Pochodził z ubogiej rodziny polskiej, typowej dla obszaru Galicji Wschodniej: ojciec pracował jako szewc, matka zajmowała się prowadzeniem domu. Pierwsze lata życia związał z Tarnopolem - tam też ukończył kolejno szkołę powszechną z wynikiem celującym oraz Wyższe Gimnazjum.
Od jesieni 1902 r. rozpoczął studia filozoficzno-teologiczne na Uniwersytecie Lwowskim, połączone z formacją w miejscowym Seminarium Duchownym. Po ukończeniu II roku studiów, został skierowany przez abp. Józefa Wilczewskiego na studia zagraniczne do Wydziale Teologicznym Uniwersytetu w Innsbrucku. W czasie pobytu w Austrii otrzymał święcenia subdiakonatu, diakonatu i prezbiteratu. Przygotowywał rozprawę doktorską, poświęconą kwestii zawarcia konkordatu między Stolicą Apostolską a monarchią austro-węgierską w 1855 r. Stopnia naukowego jednak nie uzyskał, z powodu negatywnego wyniku egzaminu. Następnie powrócił do Lwowa, z zamiarem podjęcia zwyczajnej posługi duszpasterskiej. W 1906 r. otrzymał święcenia kapłańskie.
Początkowo został mianowany wikarym i katechetą w parafii w Brzeżanach, w województwie tarnopolskim. Dwa lata później przeniesiony do Brodów, a następnie do Stanisławowa. Od września 1912 r. objął stanowisko nauczyciela religii w Szkole Żeńskiej im. Sienkiewicza oraz Szkole Męskiej im. Św. Marii Magdaleny we Lwowie. Pracował tam przez cały okres międzywojenny, aż do wybuchu II wojny światowej. W związku z tym nie angażował się w bieżące funkcjonowanie lwowskich struktur parafialnych.

## W radzieckiej rzeczywistości
Po zakończeniu działań wojennych, był jednym z sześciu księży rzymskokatolickich, pracujących na terenie Lwowa. Przez dwa lata (1946-1948) pełnił obowiązki administratora tamtejszej parafii katedralnej. Po przybyciu ks. Władysława Rafała Kiernickiego i objęciu przez niego oficjalnej funkcji proboszcza, poświęcił się pracy duszpasterskiej. Przez pierwsze lata powojenne organizował oficjalne uroczystości religijne: procesje, przyjęcia sakramentów i nabożeństwa. Brał także aktywny udział w działalności stołówki dla ubogich, która istniała przy parafii katedralnej.
Jako jeden z nielicznych duchownych rzymskokatolickich w Związku Radzieckim, nie został poddany represjom. Mimo to był wzywany na przesłuchania do urzędu Pełnomocnika Rady ds. Kultów Religijnych w obwodzie lwowskim. Podczas tych spotkań konsekwentnie jednak nie udzielał zbyt obszernych odpowiedzi na stawiane pytania. Z tego względu był traktowany jako osoba apolityczna i fanatyk religijny, nie stwarzających zagrożenia dla nowego systemu.
Po zaostrzeniu polityki religijnej od 1949 r. (m.in. zabroniono wówczas prowadzenia oficjalnej działalności duszpasterskiej wśród dzieci i młodzieży, a także udzielania tej grupie sakramentów) skupił się na pracy wśród starszych wiernych parafii katedralnej. Odwiedzał również te osoby w prywatnych domach z posługą kapłańską. Wprowadził także czwartkowe nabożeństwa ku czci Miłosierdzia Bożego.
W ostatnich latach życia zmagał się z ciężką chorobą, uniemożliwiającą prowadzenie zwyczajnej działalności duszpasterskiej. W związku z tym, od 1965 r. nie uczestniczył w życiu parafialnym lwowskiej Bazyliki, odprawiając prywatne msze we własnym mieszkaniu. Zmarł 7 stycznia 1966 r. we Lwowie. Trzy dni później odbyły się uroczystości pogrzebowe na Cmentarzu Janowskim. Pochowany został w grobowcu rodzinnym na polu nr 4.